# Szent István-templom (Nagybörzsöny)
A 15. században bányavárosnak számító Nagybörzsöny település központjától távol, dombtetőn emelkedik a tökéletes arányú román stílusú falusi templom, amelyet 17. századi kőfal övez.

## A templom története
A templom hajója és szentélye a 13. század elején épült, majd a tatárjárás után egészült ki a díszes főpárkánnyal és toronnyal.
Ez volt a település plébániatemploma egészen a 15. század elejéig. Amikor Zsigmond király német bányászokat telepített ide a nemesércek kitermelésére, ők a völgyben alakították ki lakhelyüket, s akkor épült föl a nagyobb méretű Bányásztemplom. Amikor az az evangélikusok birtokába került, a katolikusok használták ismét a Szent István tiszteletére szentelt román stílusú régi templomot. Később temetőkápolnává vált, mert a magyar lakosság beolvadt a német bányászközösségbe, és nem volt szükségük külön templomra.

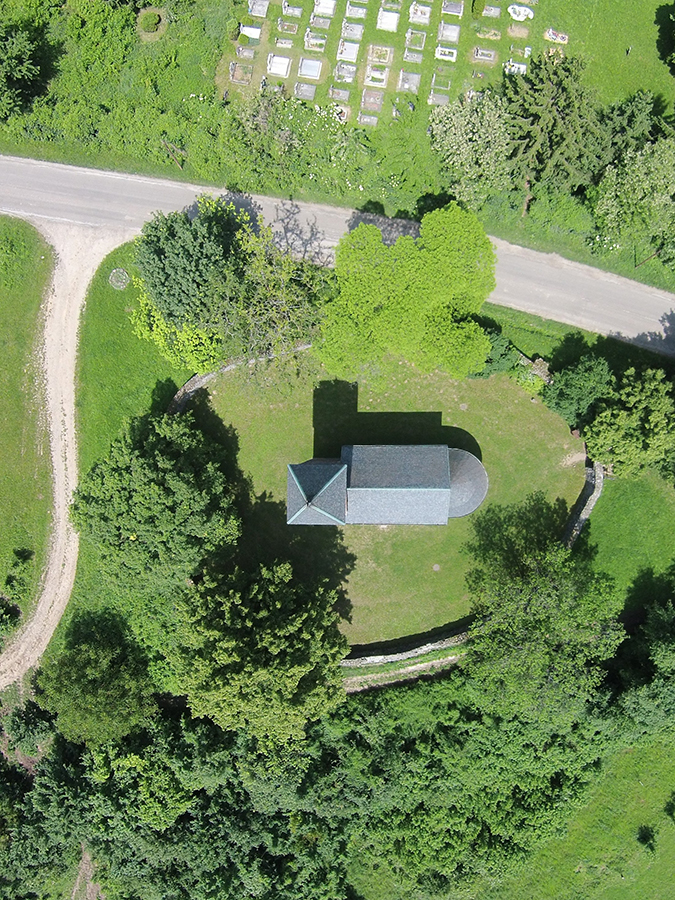
Nagybörzsöny - Szent István-templom madártávlatból

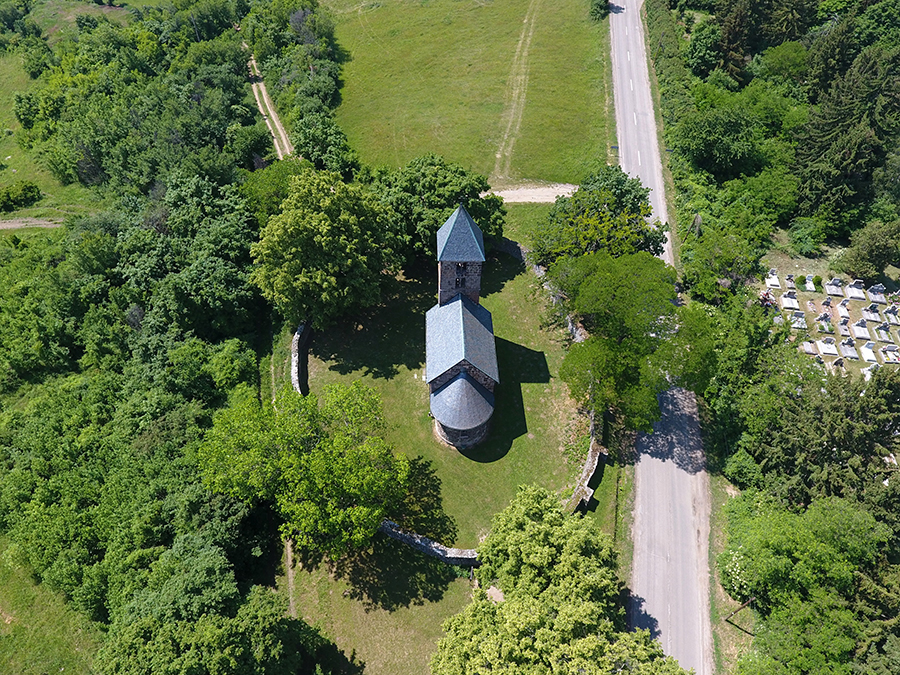
Nagybörzsöny - Szent István-templom a magasból

Az 1690-es években már a berendezése is szinte teljesen eltűnt, az oltáron kívül alig akadt benne felszerelés. 1779-ben annyira lepusztult, hogy gondolkodtak a lebontásán is, erre azonban a király és a püspök adományának köszönhetően szerencsére nem került sor.
1894-ben egy villámcsapás után kellett helyreállítani, 1904 és 1907 között Gyakus László vezetésével tatarozták. 1965-66-ban R. Ratkai Ida vezetésével műemléki feltárást végeztek, majd Erdei Ferenc tervei alapján szakszerűen helyreállították. 1990-ben életveszélyessé kellett nyilvánítani, mert a falai annyira megsüllyedtek, hogy repedések keletkeztek rajtuk. A Szent István Király Alapítvány támogatásával Sedlmayr János tervei szerint néhány éven belül helyreállították, és a csapadékvíz elvezetésével a további süllyedést is megállították.
A templom körüli falat valószínűleg a 15. században építették. A keleti kapu fölött olvasható felirat (ANNO 1632 ZACHARIAS POP FIERI FECIT) feltehetőleg arra utal, hogy Pop (vagy Pap) Zakariás 1632-ben felújította.

## A templom építészete

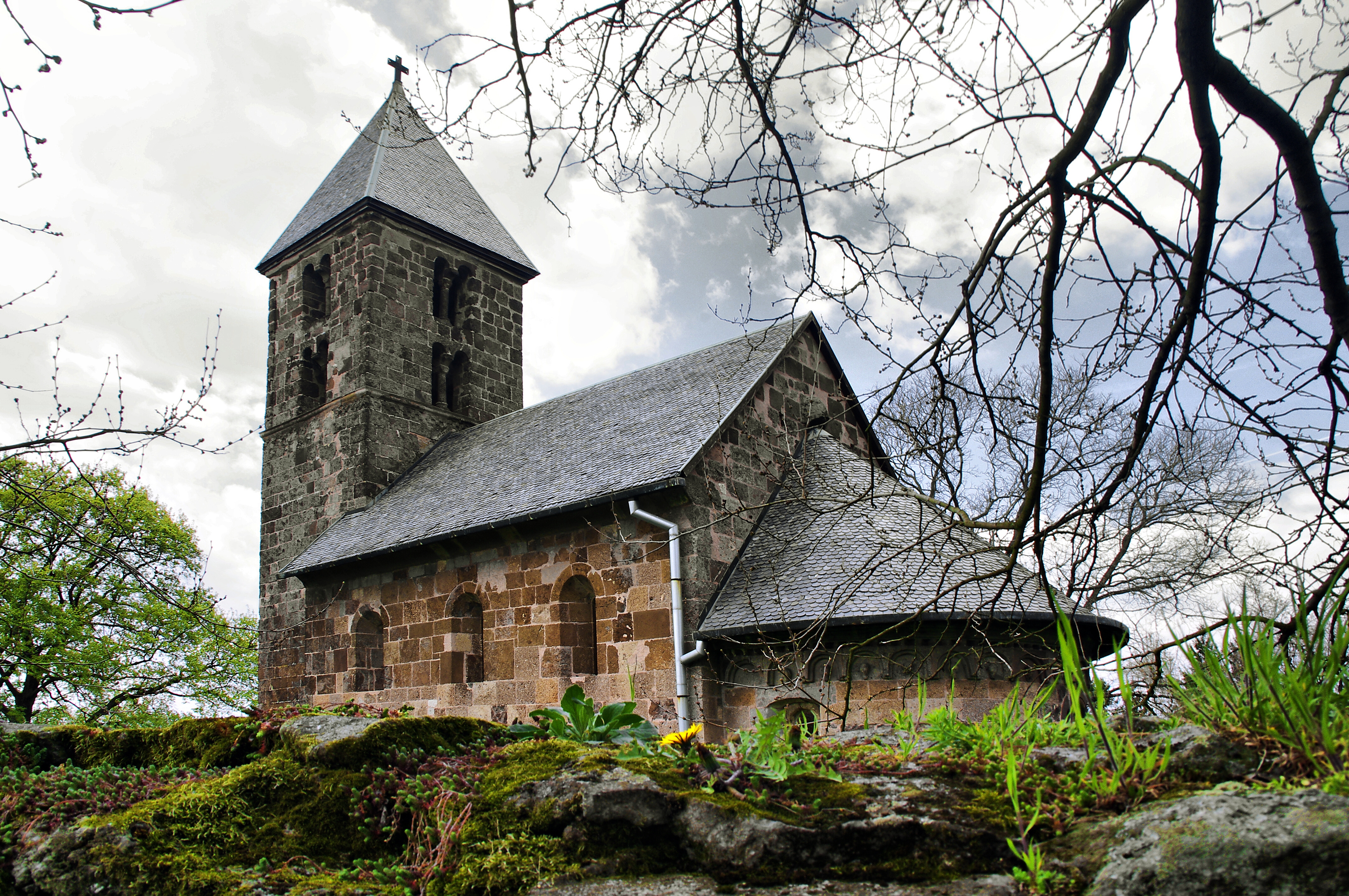
A templom épülete

A templom falai barnásvörös trachit kőből épültek, és eredetileg is vakolatlanok voltak.
Szentélye középkori szokás szerint keletre néz, vagyis keletelt. Karcsú tornya (3-4. emeletén ikerablakokkal) a nyugati homlokzat előtt emelkedik. A hajónál jóval alacsonyabb szentély félköríves (ívsorokból álló főpárkánnyal). A bejárat a déli oldalon nyílik, fölötte három jellegzetes félköríves román tölcsérablak. A szentélyen is van a déli oldalon egy egyszerű ablak. A templombelsőben a hajó síkmennyezetes, az apszis boltozata negyedgömb alakú. A hajótól a szentélyt diadalív választja el. A torony földszintje dongaboltozatos.

A főpárkány tükreinek különlegessége: a 19 bajuszos tatár feje. A fejeknek története van, ugyanis jól látható, hogy 20 fejnek van kialakítva ív, viszont csak 19 fejet faragtak az ívsorba. A fejek a faluba betörő és legyőzött tatárokat szimbolizálják, elrettentésül is a tatároknak, hogy hasonló eset ne következzék be újra. A támadásban megmenekült egyetlen bajuszos barbárnak meghagyták a helyet az ívsor végén, ha esetleg visszatérne.

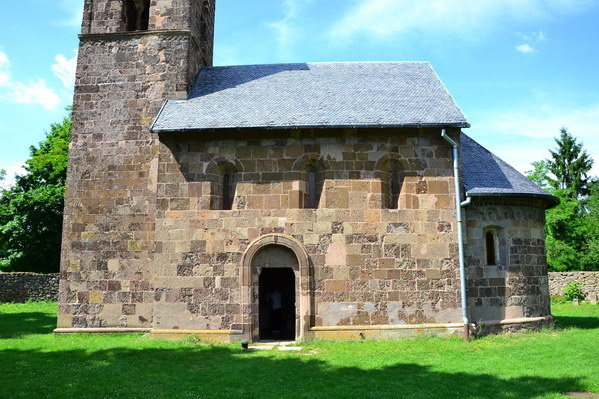
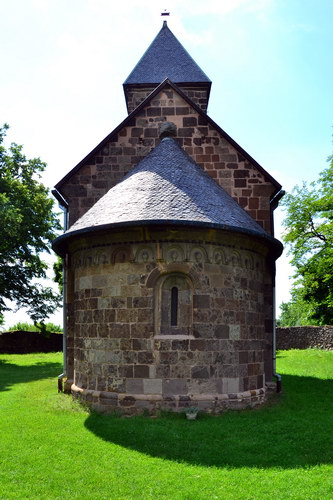
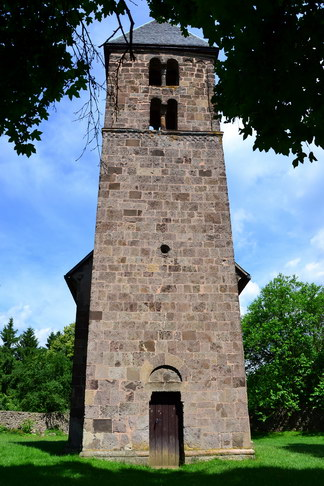
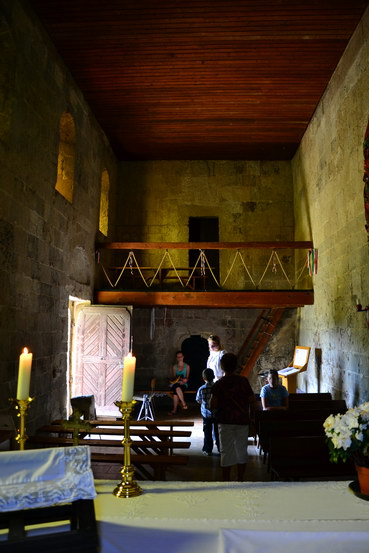
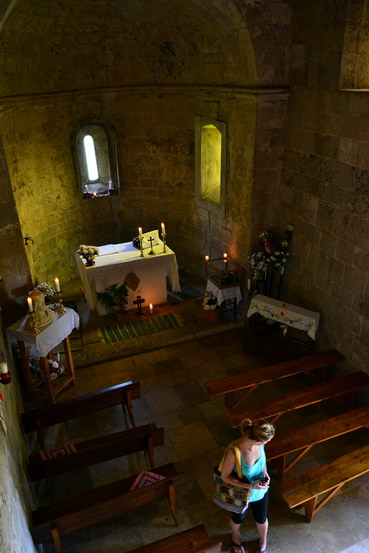
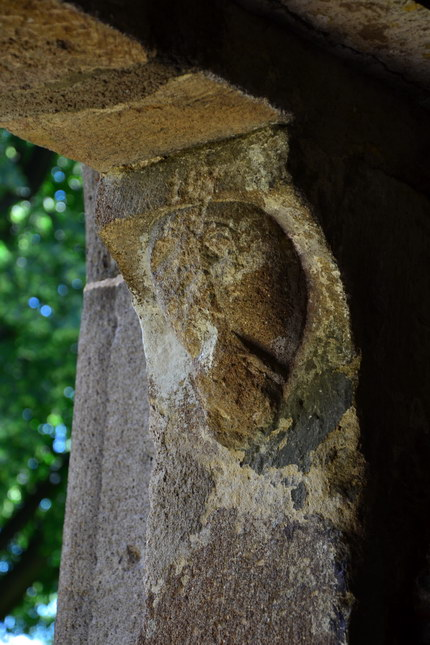
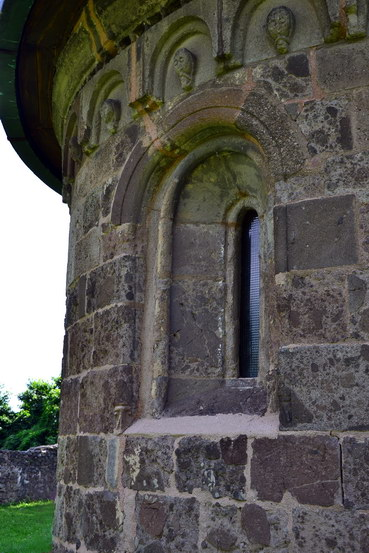